# Préparation du thé

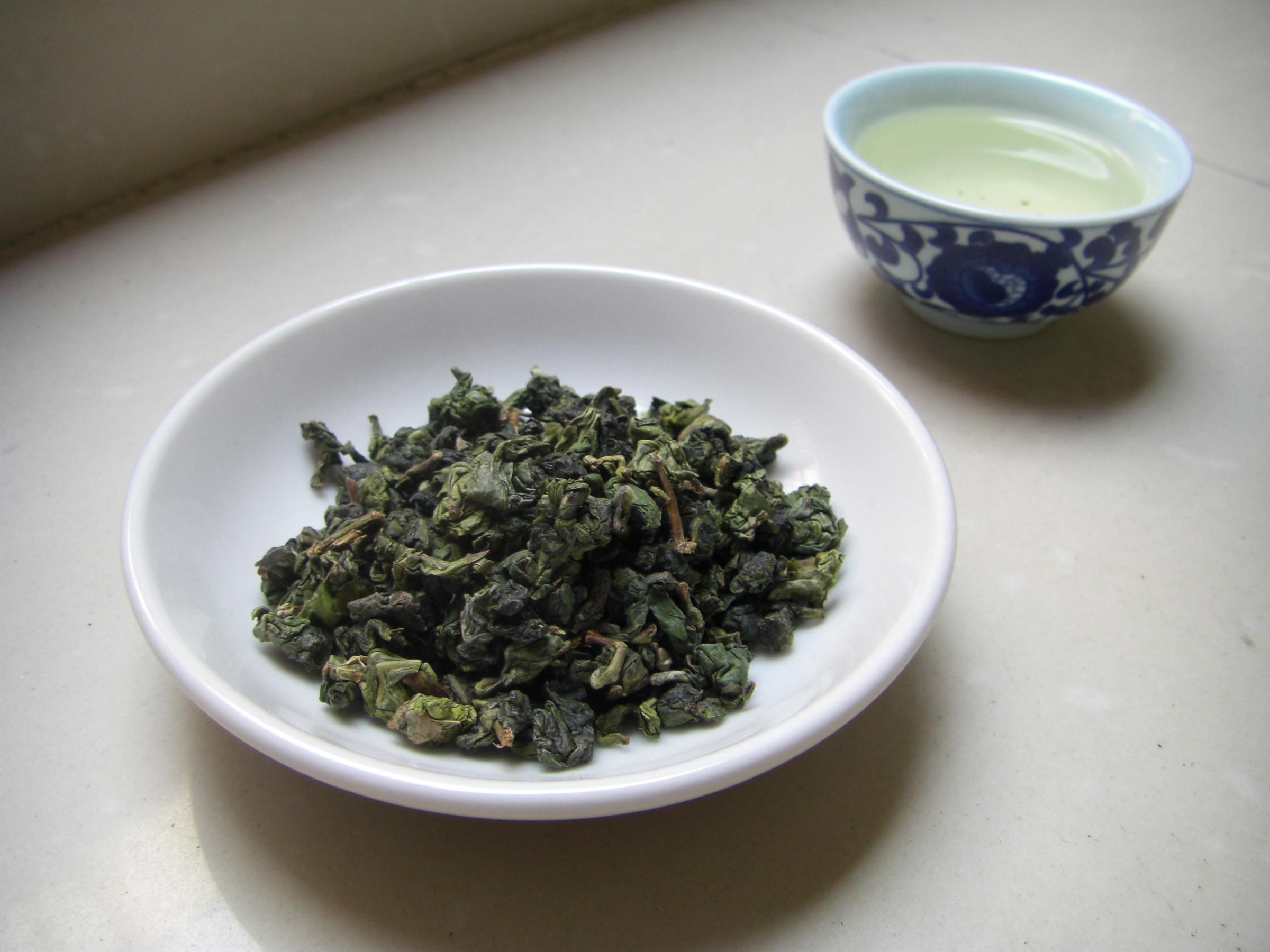
Thé Oolong « Tie Guan Yin »

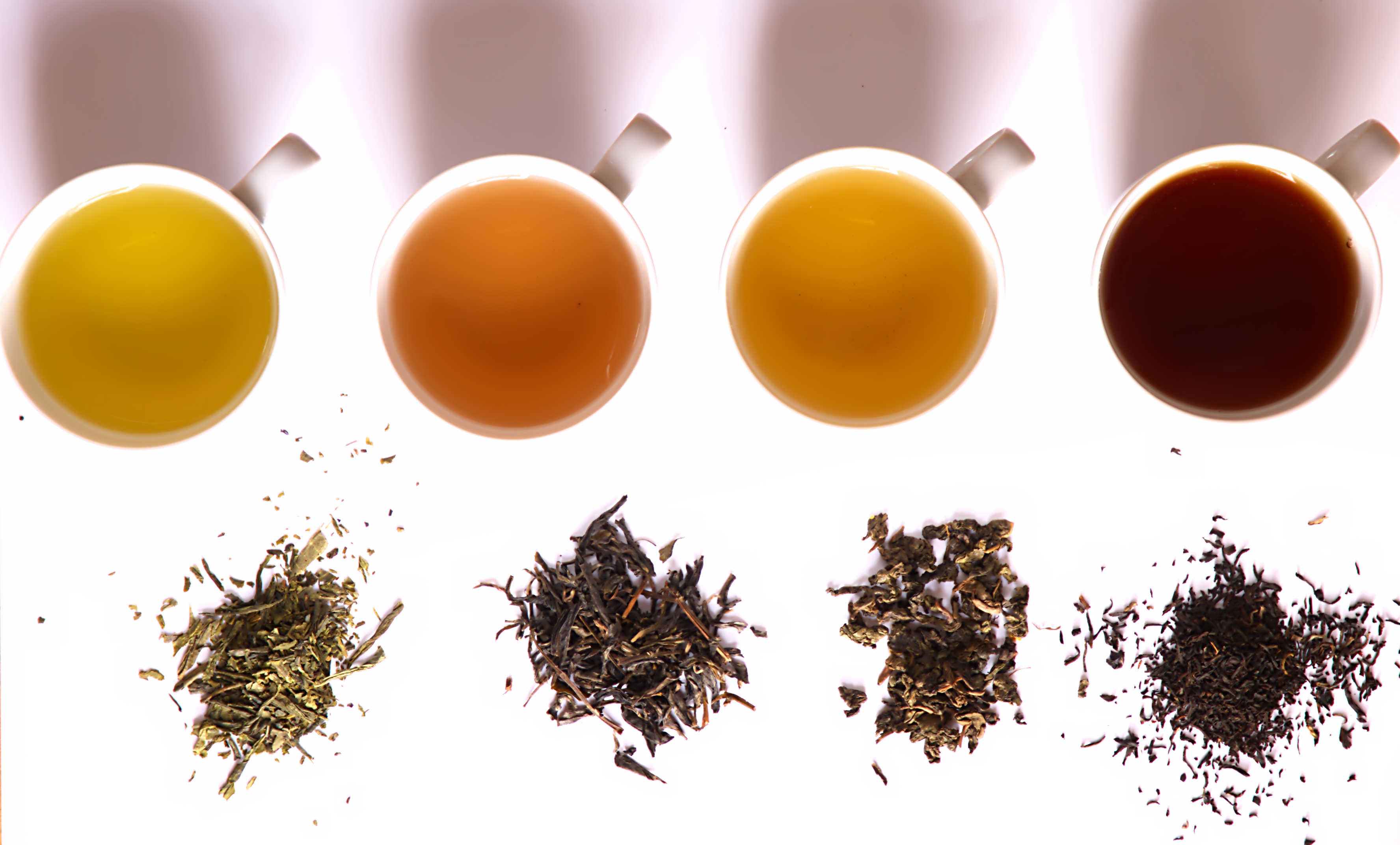
Thés de différents types de fermentation : vert/jaune/Oolong/Noir.

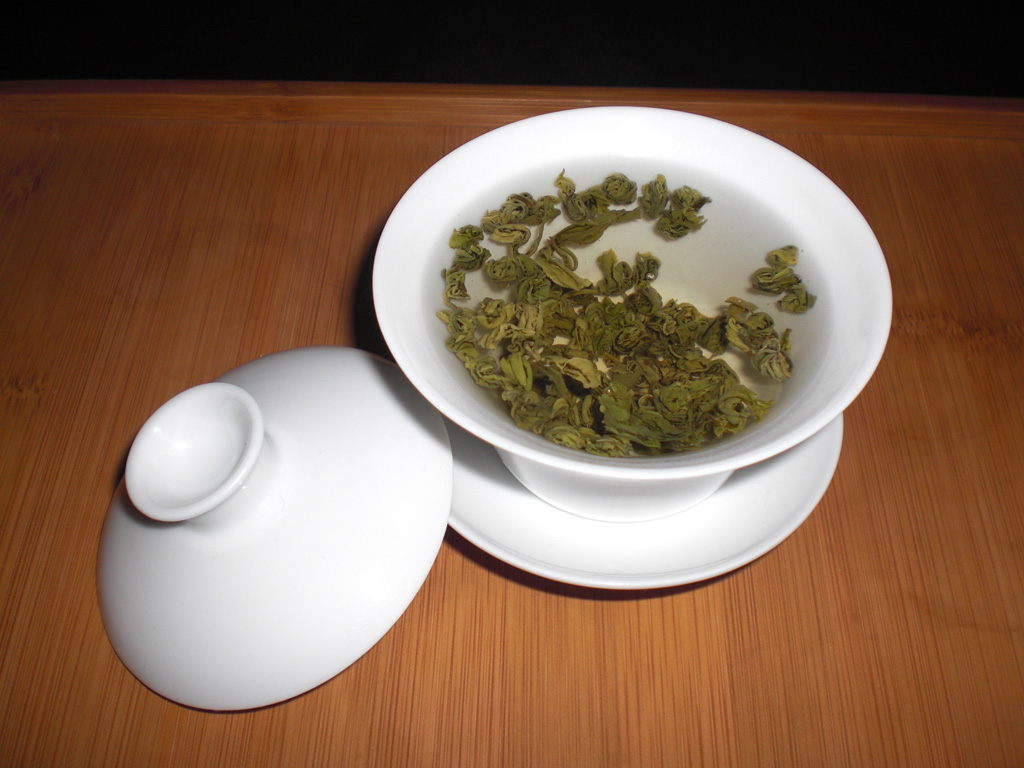
Thé vert infusant dans un Gaiwan

La préparation du thé est l'art de respecter les propriétés du thé que l'on souhaite déguster, afin de ne pas en gâcher la saveur.
La réussite d'une « bonne préparation » est influencée par le choix du thé, de la méthode d'infusion, de l'eau (concentration en minéraux, concentration en gaz dissous, température) ainsi que du temps d'infusion.

## Les types de conditionnement du thé

### Thé en vrac
Le thé est en vrac : des feuilles ou bourgeons contenus dans une boîte. Il faut disposer d'une part d'une théière et d'autre part d'un filtre. Ce filtre peut faire partie de la théière, ou être jetable, en papier, ou réutilisable, en coton. L'avantage d'un filtre séparé est la contenance : l'utilisateur peut à sa guise doser le thé et l'eau, sachant que le thé gonfle au contact de l'eau et que certains sont très volumineux.
D'autre part, l'utilisation d'un filtre à part évite la présence de bouts de feuilles de thé, risquant de gâcher le plaisir[réf. nécessaire].
Le dosage est associé à la formule traditionnelle : une cuillère de thé par personne plus une pour la théière. La formule ne s'applique pourtant pas à toutes les catégories de thé et parfois il vaut mieux calculer la quantité selon le nombre de grammes par tasse.
Le prix des thés en vrac est souvent moins élevé au kilogramme que le thé en sachet, et de qualité bien supérieure.[réf. nécessaire]

### Thé en sachet
Le thé en sachet permet une préparation et un dosage facile. Souvent composé de poussière de thé de mélanges d'origines diverses, il ne pourrait permettre à des feuilles entières de s'exprimer dans l'infusion.[réf. nécessaire]
Il existe aujourd'hui plusieurs sortes de sachets : en papier (le plus courant) mais aussi en nylon ou en coton (mousseline).
Le sachet peut également revêtir plusieurs formes différentes : sachet papier simple ou double chambre, sachet rond ou pyramidal, etc.
Souvent, les sachets proposés en grande distribution sont en fait des « blends », des mélanges issus de diverses récoltes[réf. nécessaire].

### Thé soluble
Il existe également du thé soluble sous la forme d'une poudre ou de granulés de tailles variables. Celui-ci est obtenu à partir d’une infusion de thé découpées soumise à une dessiccation. Dans certains cas, du sucre, des édulcorants artificiels ou des arômes pourront être ajoutés à cette poudre avant son conditionnement.

### Thé en galette
Certains thés chinois (généralement les puerh, appelés également thés vieillis) sont conservés sous forme de galettes de thé compressé. Ce conditionnement permet d'optimiser la conservation et le transport du thé.
Lors de la cérémonie du thé (appelée gong fu cha en Chine), la galette est rompue avec un ustensile dédié (couteau à thé ou pic à thé) le thé est émietté et préparé.

## Temps d'infusion général par familles de thés

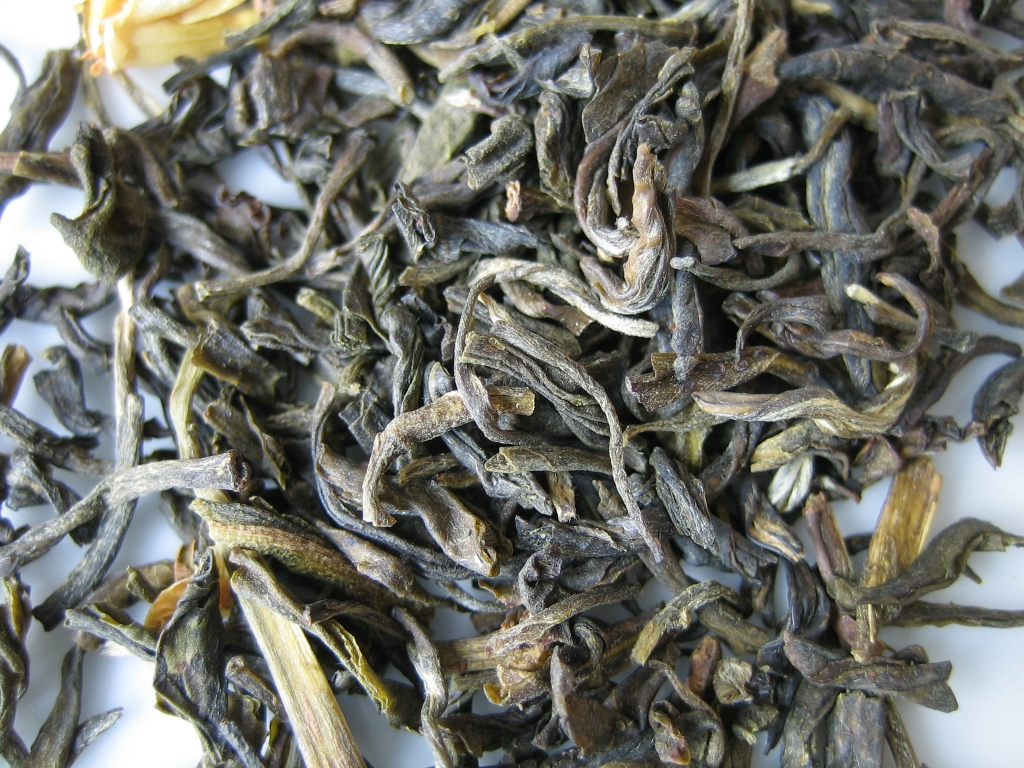
Des feuilles de thé noir vietnamien.

### Thé noir
- Température de l'eau : 95 degrés Celsius.
- Temps d'infusion : 3 à 5 minutes.
- 2,5 grammes de thé pour 15 centilitres d'eau.

### Thé Oolong
- Température de l'eau : 95 degrés.
- Temps d'infusion : 5 à 7 minutes.
- 2,5 à 5 grammes de thé pour 15 centilitres d'eau.

### Thé vert
- Thé vert chinois
  - Température de l'eau : 70-80 degrés.
  - Temps d'infusion : 3 à 5 minutes.
  - 2,5 à 4 grammes pour 15 centilitres d'eau.
- Thé vert japonais
  - Pour le Matcha
    - Température de l'eau : +/- 90°.
    - Temps d'infusion : pas d'infusion, le thé, réduit en poudre, est immédiatement battu dans l'eau avec un chasen.
    - Environ 2 g pour 60 ml d'eau.

  - Pour le Gyokuro (thé de très haute qualité)
    - Température de l'eau : +/- 60°.
    - Temps d'infusion : 1 min à 1 min 30 (comme pour tout thé vert, quelques secondes à peine suffisent à ruiner le goût en rendant le thé amer).
    - 10 g pour 80 ml d'eau.

  - Pour le Sencha (thé de bonne qualité, luxueux pour le quotidien)
    - Température de l'eau : +/- 80°.
    - Temps d'infusion : 1 min.
    - 10 g pour 210 ml d'eau.

  - Pour le Bancha (thé ordinaire, pour le quotidien)
    - Température de l'eau : 90°
    - Temps d'infusion : 30 secondes à 2 minutes
    - 12 g pour 210 ml d'eau.

### Thé blanc
- Température de l'eau : 70-80 degrés.
- Temps d'infusion : 7 à 10 minutes.
- 5 grammes pour 15 centilitres d'eau.

### Thé jaune
- Température de l'eau : 75-85 degrés
- Temps d'infusion : 3 minutes à 85 degrés ou 4 à 5 minutes à 75-80 degrés.

### Thé sombre
- Température de l'eau : 95 degrés.
- Temps d'infusion : 4 à 5 minutes.
- 6 grammes pour 15 centilitres d'eau.

### Autres

#### Maté
- Le maté ne se consomme pas de la même manière que le thé. Traditionnellement on rempli au 3/4 de maté une sorte de tasse en bois ou en calebasse dans laquelle est mise avant une paille filtrante (bombilla). L'eau est versée dans la tasse et bue directement par la paille. La température de l'eau doit donc être en fonction de la tolérance de chacun, 70 à 75 degrés est adapté.

#### Rooibos
- Température de l'eau : 90 degrés.
- Temps d'infusion : 5 minutes.
- 6 grammes pour 15 centilitres d'eau.

#### Thé à la menthe
Le thé généralement utilisé est du thé vert, appelé gunpowder (« poudre à canon »). Les feuilles de menthe sont placées avec le thé. De plus, une fois l'infusion terminée, il est de coutume de servir un verre, puis de le reverser dans la théière (parfois plusieurs fois de suite) : le thé est alors prêt.

## Méthodes
On distingue quatre méthodes principales générales, chacune étant bien adaptée à un ou plusieurs types de thés. Il n'existe pas de méthode unique et parfaite pour infuser un thé, il est possible de varier et changer de méthode pour un même thé. Le choix d'une méthode se fait sur plusieurs critères :
- Quantité.

La majeure partie des méthodes infuse le thé dans de très petites quantités. Les grosses quantités, comme les théières d'un litre et plus, ne donneront pas le même produit.
- Temps.

Les méthodes en petites quantités sont longues et peu adaptées quand on ne dispose pas de beaucoup de temps ; la méthode en théière sera bien adaptée pour infuser rapidement une quantité plus importante que les autres méthodes.
- Rendu.

Les méthodes se distinguent principalement par leur quantité d'eau (10 cl environ à plusieurs litres), leur capacité thermique (grâce à leurs matériaux et à la quantité d'eau) et leur mémoire (la terre cuite garde certains éléments comme les tanins et modifie le goût).
- Résumé :

Ce qui a le plus d'influence sur le goût du produit final est la quantité d'eau ainsi que le matériau constituant le récipient, qui gardera plus ou moins la chaleur. Les thés acceptant une forte chaleur comme les thés Oolong peuvent être préparés en zhōng, spécialement adapté pour le thé vert ; a contrario, un thé vert sera brûlé avec un matériau gardant la chaleur comme la fonte ou la terre cuite.
Détails des quatre grandes méthodes de préparation :
1. Gong fu cha
Méthode chinoise consistant à infuser une grande quantité de thé dans des délais très courts avec une petite théière en terre du Yíxìng. La terre cuite des théières utilisée garde sur ses parois certains éléments comme les tanins, modifiant le rendu du thé. Le même thé peut être ré-infusé jusqu'à dix fois, voir plus. Technique idéale pour les thés Oolong (bleues) et sombres.

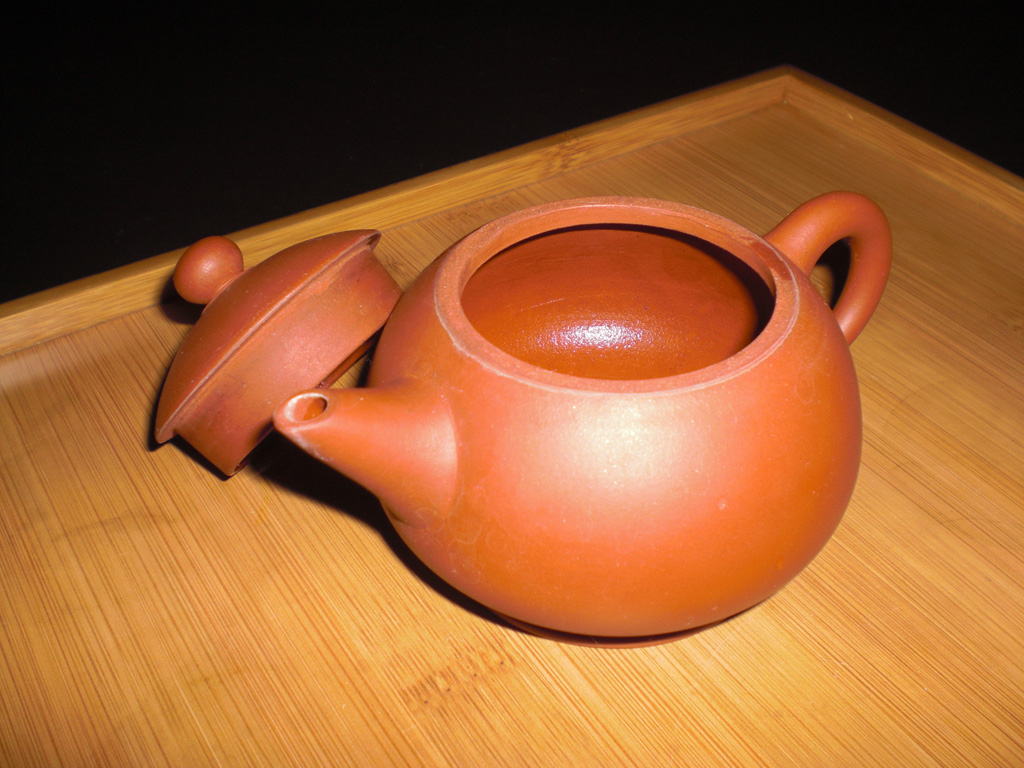
Théière en terre du Yíxìng

2. Méthode chinoise avec un gaiwan/zhōng
Un gaiwan est une tasse chinoise à couvercle de taille moyenne. Le zhong est semblable mais de taille plus réduite. Les deux outils sont particulièrement bien adaptés pour l'infusion des thés fragiles (jaunes, blancs et verts) grâce à leurs qualités thermiques, car les fines porcelaines gardent peu la chaleur, afin de ne pas brûler le thé. Les autres méthodes conservant mieux la chaleur peuvent brûler les thés fragiles et donner une amertume.

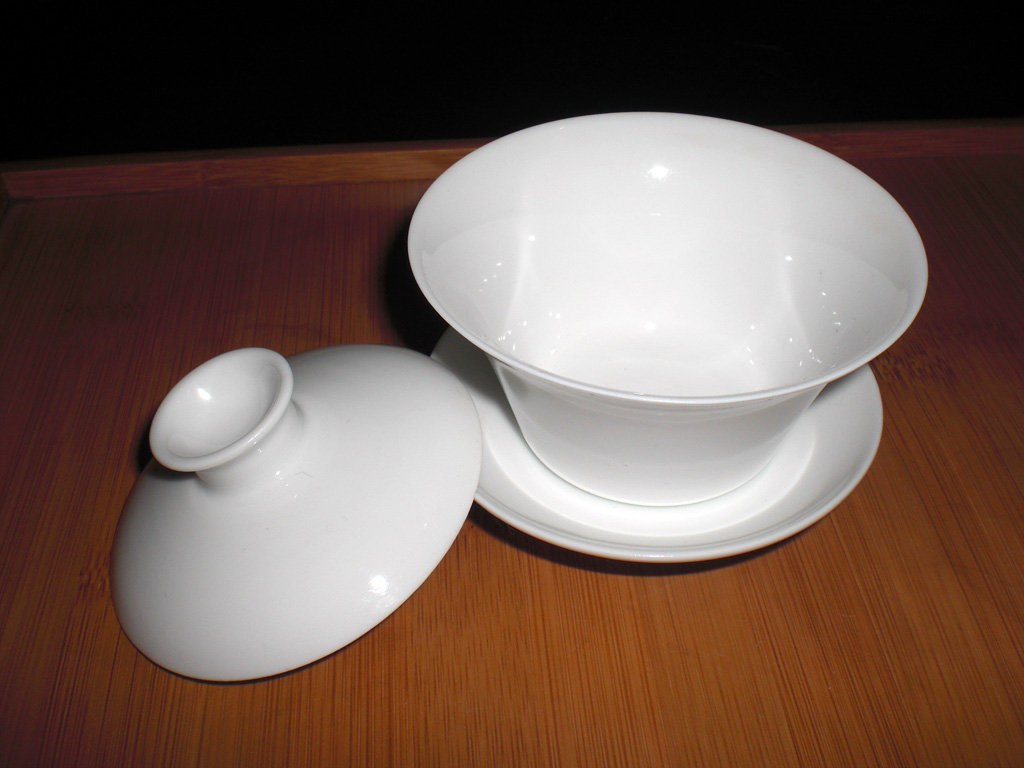
Zhong

3. Méthode chinoise avec un gōngdào bēi 公道杯 (zh)
Le gōngdào bēi 公道杯 avec filtre intégré s'est répandu depuis quelques années chez les amateurs de thés wulong et thés vert. Il permet de bien gérer l'expansion des feuilles, qui peuvent déborder du gaiwan et en rendre l'utilisation moins simple (éclaboussure de l'eau lors du versement dans le gaiwan par exemple). Il reste un moyen simple et accessible à tous pour découvrir les temps d'infusion sans nécessite la maîtrise (parfois complexe) du gaiwan, grâce à la présence d'une anse. LA grande majorité des gōngdào bēi 公道杯 sont en verre borosilicate, ils peuvent donc aller sur le feu une fois contenant du liquide.
4. Méthode occidentale avec une théière
Utilisée surtout pour les thés noirs, très appréciés en Occident. Utilisable pour tous les types de thés. Contrairement aux deux méthodes précédentes cette méthode permet d'avoir une plus grande quantité, 1 litre et plus, mais ne donnera pas la même qualité d'infusion. À utiliser pour les thés non « exceptionnels ». En raison de sa simplicité, cette méthode est bien adaptée pour une utilisation courante et quand une grande quantité de thé est nécessaire. En Occident cette méthode est bien adaptée pour le petit déjeuner, car elle est simple, le thé, n'étant pas « exceptionnel », peut être sucré et la quantité est suffisante pour tenir au ventre. Certaines théières sont en verre borosilicate ce qui permet de mieux conserver la chaleur à l'intérieur. Le verre borosilicate résiste très bien aux changements de température et conserve le thé chaud plus longtemps.

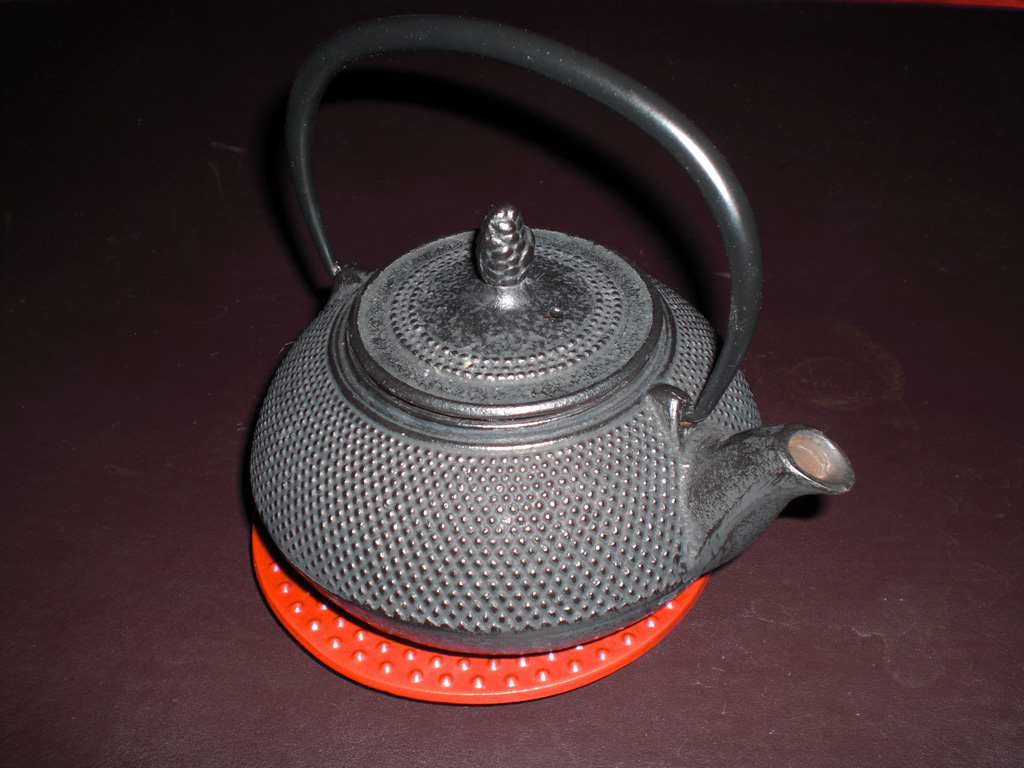
Théière en fonte de 0,6 L
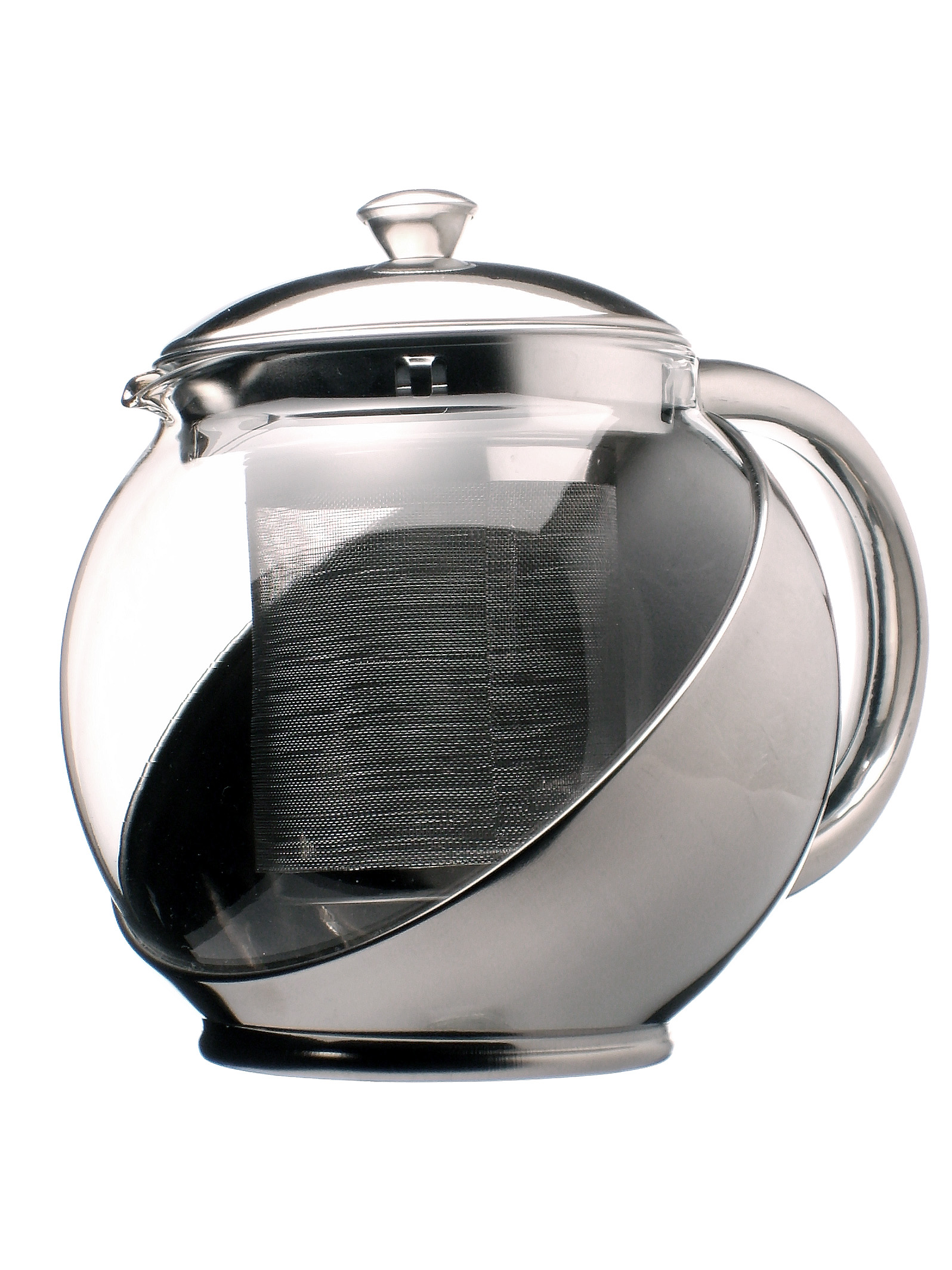
Théière en verre
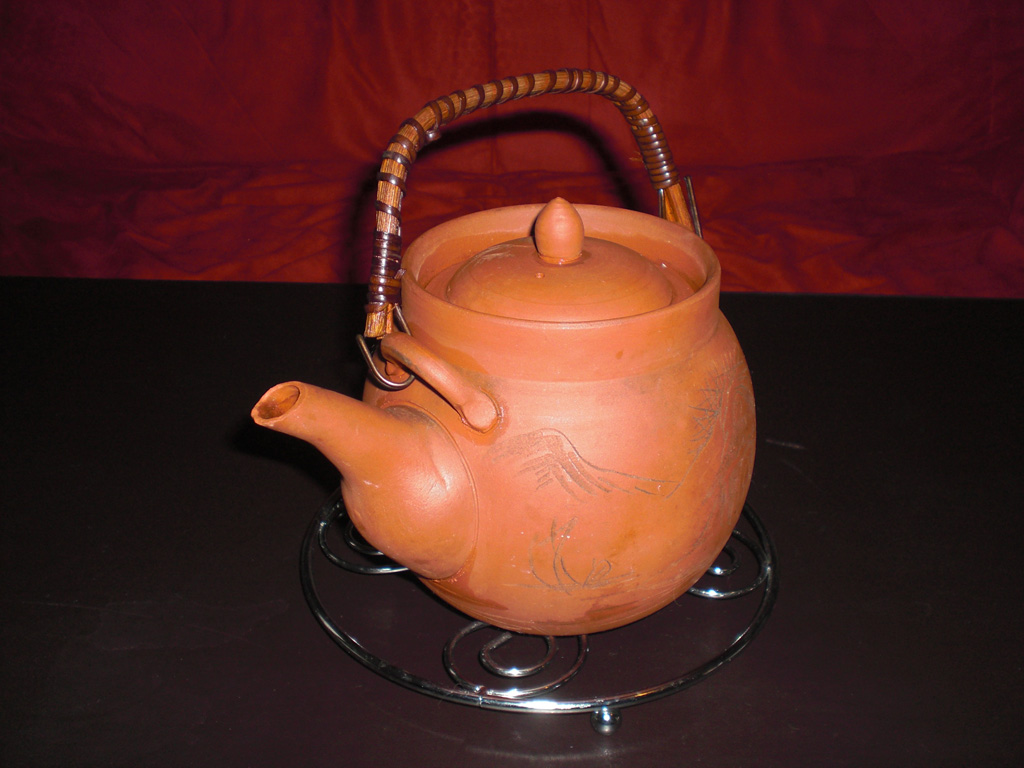
Théière en terre cuite de 1,5 L
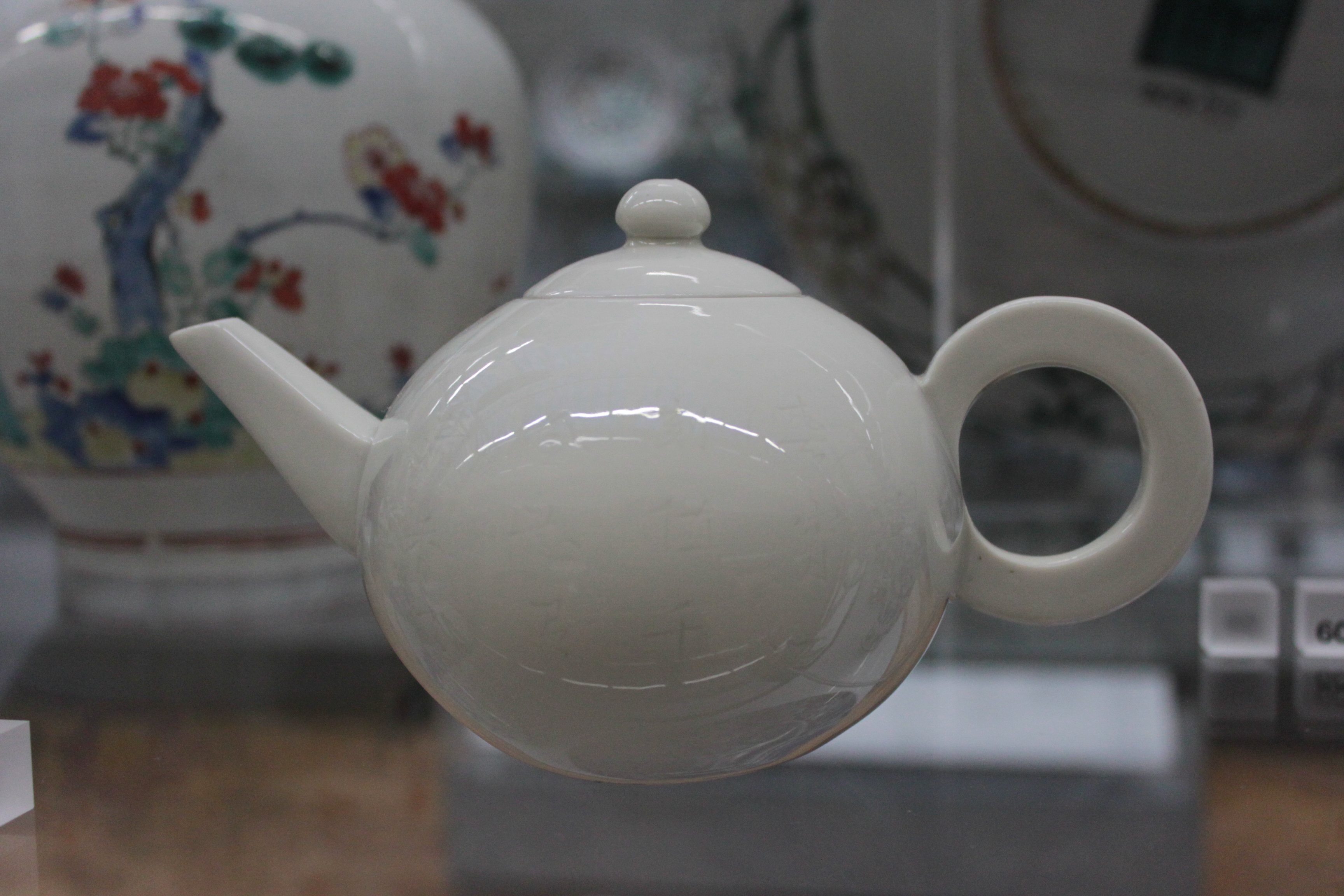
Théière en porcelaine

5. Kyūsu
Théière japonaise utilisée pour le thé vert japonais, de contenance plus faible que les théière occidentales, 36 cl pour les plus courantes, 10 à 20 cl pour les thés de qualités. Existe en terre, porcelaine et verre. Le Zhong utilisé pour le thé vert chinois est peu adapté pour le thé vert japonais, car celui-ci est très fin, le filtrage du zhong est peu efficace avec son couvercle, et une eau plus chaude est nécessaire, les parois plus épaisses du Kyūsu retiennent mieux la chaleur que les parois fines d'un Zhong. Contrairement aux autres méthodes, où il faut allonger le temps d'infusion au fur et à mesure, dans cette méthode il faut raccourcir le temps. La première infusion est d'environ (à adapter selon le thé) 2 minutes, puis les deux suivantes doivent être raccourcies d'un tiers.

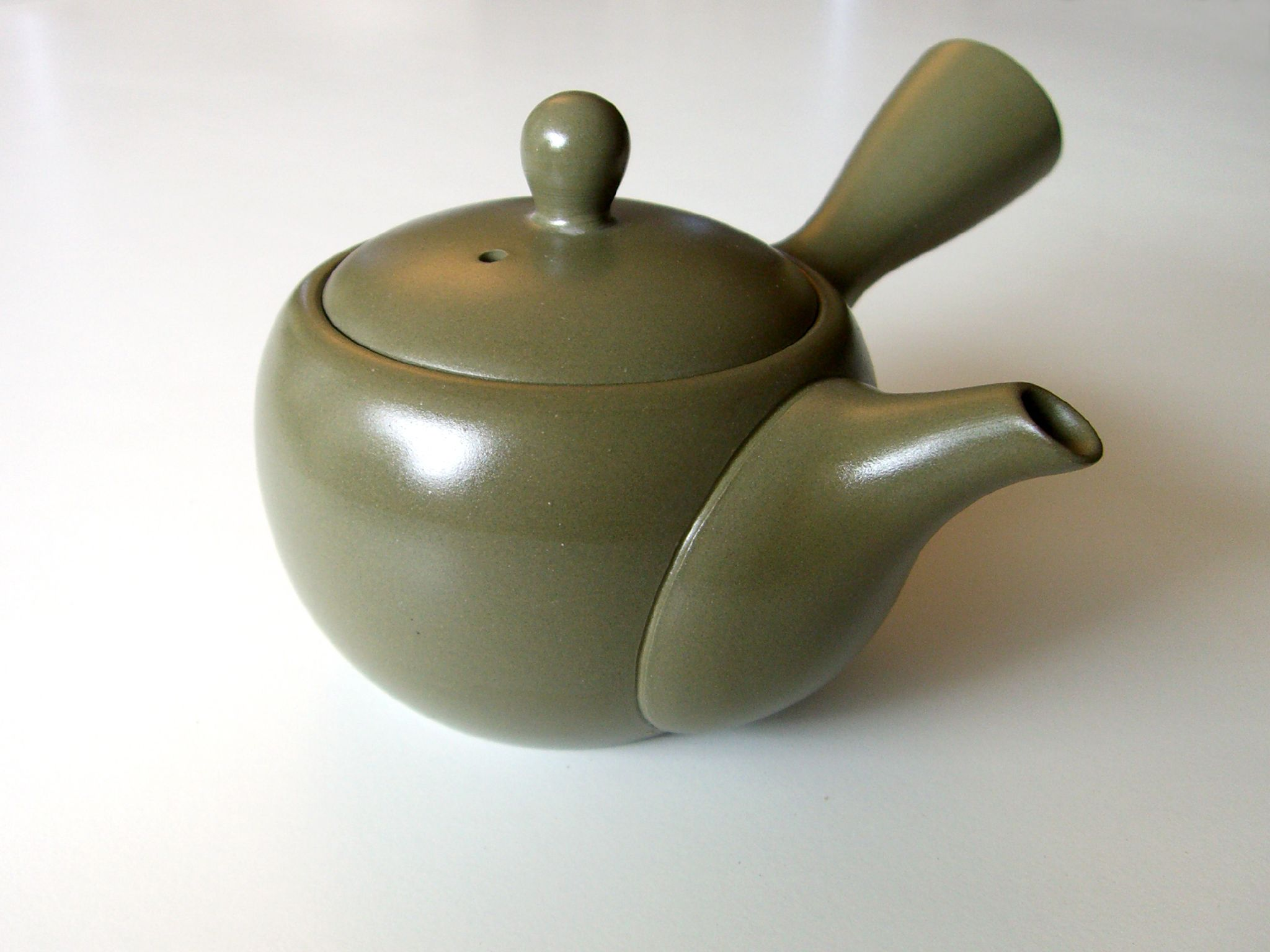
Kyūsu japonaise

## Bouilloires
Il existe des bouilloires électriques. Certaines possèdent un thermostat, ce qui permet de contrôler la température de l'eau.

## Température de l'eau
La température de l'eau et le temps idéal d'infusion dépendent de la nature du thé, de son âge, de même que du dosage des feuilles. Le mythe justifiant que les thés dits « fragiles » (jaune, vert et blanc) demandent une eau moins chaude que les autres types, entre 50 °C et 75 °C, vient du fait que les thés chinois et japonais ne nécessitent pas la même température. Les thés japonais sont faits pour s'infuser à très basse température, du fait que sont récupérées de plus grandes (et donc potentiellement plus amères) feuilles qu'en Chine. Plus le thé sera de qualité, plus il sera résistant à la température. Un thé de bonne qualité infusé à 100°C ne donnera aucune amertume, contrairement à un thé de moindre qualité. Une température élevée révèlera les étapes où les feuilles ont été brûlées durant leur fabrication.
Il est déconseillé de faire bouillir l'eau, car elle perdrait de l'oxygène et donnerait un goût fade au thé. Il en est de même si l'eau séjourne trop longtemps sur le feu.[réf. nécessaire]
Dès les premières secondes, le thé libère de la caféine (couramment appelée « théine », bien qu'il s'agisse de la même molécule) qui se diffuse environ à 55% lors de la première infusion quelle que soit la durée, environ 18% lors d'une seconde infusion, puis environ 4% lors d'une troisième. La température de l'eau influe sur l'infusion de la caféine, avec 48% pour une première infusion à 75°C contre 61% à 100°C. L'infusion en gongfu cha, qui élimine la première voire la deuxième infusion avant de servir le thé évite donc de boire près de 73% de la caféine.
Selon la solubilité des polyphénols (les tanins, responsables de l'amertume), on obtient un thé plus ou moins amer (les polyphénols oxydés et fermentés sont moins hydrosolubles). Les polyphénols oxydés donnent une couleur jaune-orangé à l'infusion (théarubigine), les polyphénols fermentés une couleur orangé-marron (théabrownines). Les tanins ont la propriété de se fixer aux atomes de fer présents dans l'hyme (estomac et duodénum) lors du processus de digestion, créant des hèmes non assimilables par l'organisme et bouchant temporairement les canaux d'absorption du fer. Il est ainsi recommandé de ne pas boire de thé pendant les deux heures qui suivent un repas chez la femme enceinte.

## Eau
Le choix de l'eau a une grande importance. Selon la formule des Chinois, « l'eau est la mère du thé ». Il en existe trois types :
- Eau du robinet

L'eau calcaire du robinet empêche le thé de s'infuser correctement, et le chlore empêche certains parfums du thé de s'exprimer. Il est possible de recourir à une carafe filtrante pour éliminer le chlore et le calcaire. Cette eau est donc déconseillée et à bannir pour des thés de haute qualité.
- Eau minérale

Évitez les eaux minérales trop riches en minéraux, elles dénaturent le goût du thé. Ce type d'eau ne doit pas être consommé de façon courante sans connaissance de cause. Certaines eaux minérales contiennent des taux de minéraux faibles et conviennent pour le thé.
- Eau de source

Eau naturelle faiblement minéralisée. Attention, toutefois, les eaux de sources peuvent varier pour une même marque, avec des eaux de sources différentes. Les grandes marques sont dans l'obligation d'indiquer au consommateur le nom de la source.
De manière générale, les eaux de source et minérales avec de forts taux de minéraux sont déconseillées, car elles ont un goût prononcé. Toutes ne se valent pas pour la qualité de l'infusion. Les minéraux interagissent de manière complexe lors de l'infusion: deux eaux différentes comme Mont Roucous et Volvic donneront deux infusions très différentes. La première eau donnera une infusion pâle et un goût doux, la seconde une infusion plus forte.

## Force du thé
Selon le goût désiré, on peut obtenir un thé plus ou moins fort en augmentant ou en diminuant le dosage des feuilles de thé, mais surtout en jouant sur la durée de l'infusion.

## Sucre ou pas?

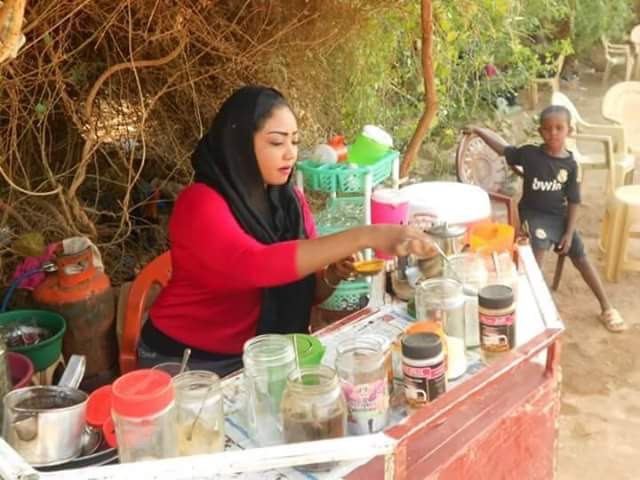
Préparatrice de thé au Soudan, 2017

L'ajout de sucre est déconseillé pour éviter de masquer et dénaturer les saveurs du thé,.
Le sucre pris régulièrement habitue le goût. Certaines populations préfèrent le thé sucré, tandis que d'autres le préféreront amer, il s'agit là en fait d'une éducation du goût.
Certaines préparations sont néanmoins le plus souvent sucrées voire très sucrées, c'est par exemple le cas du thé à la menthe. Certains thés parfumés tel que le Earl Grey peuvent également se marier avantageusement au sucre.

## Rinçage
Certains thés nécessitent d'être rincés pour s'exprimer pleinement. La pratique du rinçage consiste à nettoyer les feuilles avec un peu d'eau chaude à température de l'infusion. Il ne doit pas excéder dix secondes afin de ne pas en supprimer les arômes. Quatre raisons peuvent justifier cette pratique :
- Aider les feuilles à s'exprimer, en particulier pour les thés en grandes feuilles tels les Thé Oolong ou les thés compressés (comme les Pu-erh). Le rinçage permet aux arômes de mieux se libérer durant l'infusion.
- Enlever l'amertume, certains thés vert chinois (tels que les Gunpowder, les Yong Xi Huo Qing ou les Mao Jian Xin Yang) et les Pu-Erh sheng jeunes ont une amertume qui peut être enlevée en les rinçant.
- Nettoyer les feuilles des poussières et débris généralement présent dans les Pu-Erh.
- Enlever d'éventuels résidus de pesticides, en effet les productions industrielles achetées en supermarché ou en magasin asiatique[réf. nécessaire] peuvent avoir des résidus de pesticides en surface.

## Théine
Le taux de théine n'est pas lié à la famille de thé. De nombreux paramètres influent la concentration de théine, tel que la région d'origine du thé ou l'âge de la feuille. Ce qui ne permet pas de connaître à l'avance la concentration selon la famille de thé. La quantité de théine dans les feuilles de théier est d'environ 4,28%, avec une concentration plus forte dans les thés oxydés et fermentés (4,56%) dû à une plus faible hydrosolubilité des autres composants que dans les thés faiblement oxydés ou non oxydés (4,40% dans les thés verts torréfiés et 3,88% dans les thés verts cuits à la vapeur).